# Llista d'asteroides/181401-181500
| Nom               | Designació provisional | Data de descobriment   | Lloc de descobriment | Descobridor/s       |
| ----------------- | ---------------------- | ---------------------- | -------------------- | ------------------- |
| 181401 -          | 2006 SF117             | 24 de setembre de 2006 | Kitt Peak            | Spacewatch          |
| 181402 -          | 2006 SR118             | 24 de setembre de 2006 | Junk Bond            | D. Healy            |
| 181403 -          | 2006 SW121             | 19 de setembre de 2006 | Catalina             | CSS                 |
| 181404 -          | 2006 SD124             | 19 de setembre de 2006 | Catalina             | CSS                 |
| 181405 -          | 2006 SK126             | 21 de setembre de 2006 | Anderson Mesa        | LONEOS              |
| 181406 -          | 2006 SO132             | 16 de setembre de 2006 | Catalina             | CSS                 |
| 181407 -          | 2006 SQ133             | 17 de setembre de 2006 | Catalina             | CSS                 |
| 181408 -          | 2006 SK138             | 20 de setembre de 2006 | Anderson Mesa        | LONEOS              |
| 181409 -          | 2006 SD141             | 25 de setembre de 2006 | Anderson Mesa        | LONEOS              |
| 181410 -          | 2006 SE162             | 24 de setembre de 2006 | Anderson Mesa        | LONEOS              |
| 181411 -          | 2006 SY170             | 25 de setembre de 2006 | Kitt Peak            | Spacewatch          |
| 181412 -          | 2006 SO173             | 25 de setembre de 2006 | Socorro              | LINEAR              |
| 181413 -          | 2006 SY179             | 25 de setembre de 2006 | Kitt Peak            | Spacewatch          |
| 181414 -          | 2006 SX186             | 25 de setembre de 2006 | Mount Lemmon         | Mount Lemmon Survey |
| 181415 -          | 2006 SA193             | 26 de setembre de 2006 | Mount Lemmon         | Mount Lemmon Survey |
| 181416 -          | 2006 SL210             | 26 de setembre de 2006 | Mount Lemmon         | Mount Lemmon Survey |
| 181417 -          | 2006 SO214             | 27 de setembre de 2006 | Mount Lemmon         | Mount Lemmon Survey |
| 181418 -          | 2006 SJ216             | 27 de setembre de 2006 | Kitt Peak            | Spacewatch          |
| 181419 -          | 2006 SN218             | 28 de setembre de 2006 | OAM                  | OAM                 |
| 181420 -          | 2006 SK258             | 26 de setembre de 2006 | Kitt Peak            | Spacewatch          |
| 181421 -          | 2006 SM262             | 26 de setembre de 2006 | Mount Lemmon         | Mount Lemmon Survey |
| 181422 -          | 2006 SQ272             | 27 de setembre de 2006 | Kitt Peak            | Spacewatch          |
| 181423 -          | 2006 SF274             | 27 de setembre de 2006 | Kitt Peak            | Spacewatch          |
| 181424 -          | 2006 SM276             | 28 de setembre de 2006 | Socorro              | LINEAR              |
| 181425 -          | 2006 SF279             | 28 de setembre de 2006 | Goodricke-Pigott     | R. A. Tucker        |
| 181426 -          | 2006 SP281             | 17 de setembre de 2006 | Catalina             | CSS                 |
| 181427 -          | 2006 SW281             | 19 de setembre de 2006 | Catalina             | CSS                 |
| 181428 -          | 2006 SG289             | 26 de setembre de 2006 | Catalina             | CSS                 |
| 181429 -          | 2006 SO315             | 27 de setembre de 2006 | Kitt Peak            | Spacewatch          |
| 181430 -          | 2006 SV320             | 27 de setembre de 2006 | Kitt Peak            | Spacewatch          |
| 181431 -          | 2006 SA321             | 27 de setembre de 2006 | Kitt Peak            | Spacewatch          |
| 181432 -          | 2006 SX327             | 27 de setembre de 2006 | Kitt Peak            | Spacewatch          |
| 181433 -          | 2006 SZ335             | 28 de setembre de 2006 | Kitt Peak            | Spacewatch          |
| 181434 -          | 2006 SC344             | 28 de setembre de 2006 | Kitt Peak            | Spacewatch          |
| 181435 -          | 2006 SD347             | 28 de setembre de 2006 | Kitt Peak            | Spacewatch          |
| 181436 -          | 2006 SM348             | 28 de setembre de 2006 | Kitt Peak            | Spacewatch          |
| 181437 -          | 2006 SB349             | 28 de setembre de 2006 | Kitt Peak            | Spacewatch          |
| 181438 -          | 2006 SY350             | 30 de setembre de 2006 | Catalina             | CSS                 |
| 181439 -          | 2006 SW359             | 30 de setembre de 2006 | Catalina             | CSS                 |
| 181440 -          | 2006 SN380             | 27 de setembre de 2006 | Apache Point         | A. C. Becker        |
| 181441 -          | 2006 SV381             | 28 de setembre de 2006 | Apache Point         | A. C. Becker        |
| 181442 -          | 2006 SX391             | 19 de setembre de 2006 | Catalina             | CSS                 |
| 181443 -          | 2006 SJ393             | 28 de setembre de 2006 | Mount Lemmon         | Mount Lemmon Survey |
| 181444 -          | 2006 TB14              | 10 d'octubre de 2006   | Palomar              | NEAT                |
| 181445 -          | 2006 TT15              | 11 d'octubre de 2006   | Kitt Peak            | Spacewatch          |
| 181446 -          | 2006 TY18              | 11 d'octubre de 2006   | Kitt Peak            | Spacewatch          |
| 181447 -          | 2006 TD19              | 11 d'octubre de 2006   | Kitt Peak            | Spacewatch          |
| 181448 -          | 2006 TQ19              | 11 d'octubre de 2006   | Kitt Peak            | Spacewatch          |
| 181449 -          | 2006 TC20              | 11 d'octubre de 2006   | Kitt Peak            | Spacewatch          |
| 181450 -          | 2006 TF21              | 11 d'octubre de 2006   | Kitt Peak            | Spacewatch          |
| 181451 -          | 2006 TD23              | 11 d'octubre de 2006   | Kitt Peak            | Spacewatch          |
| 181452 -          | 2006 TJ23              | 11 d'octubre de 2006   | Kitt Peak            | Spacewatch          |
| 181453 -          | 2006 TY25              | 12 d'octubre de 2006   | Kitt Peak            | Spacewatch          |
| 181454 -          | 2006 TK35              | 12 d'octubre de 2006   | Kitt Peak            | Spacewatch          |
| 181455 -          | 2006 TL35              | 12 d'octubre de 2006   | Kitt Peak            | Spacewatch          |
| 181456 -          | 2006 TG36              | 12 d'octubre de 2006   | Kitt Peak            | Spacewatch          |
| 181457 -          | 2006 TD42              | 12 d'octubre de 2006   | Kitt Peak            | Spacewatch          |
| 181458 -          | 2006 TH44              | 12 d'octubre de 2006   | Kitt Peak            | Spacewatch          |
| 181459 -          | 2006 TM44              | 12 d'octubre de 2006   | Kitt Peak            | Spacewatch          |
| 181460 -          | 2006 TF49              | 12 d'octubre de 2006   | Palomar              | NEAT                |
| 181461 -          | 2006 TZ49              | 12 d'octubre de 2006   | Palomar              | NEAT                |
| 181462 -          | 2006 TW50              | 12 d'octubre de 2006   | Kitt Peak            | Spacewatch          |
| 181463 -          | 2006 TY51              | 12 d'octubre de 2006   | Kitt Peak            | Spacewatch          |
| 181464 -          | 2006 TL54              | 12 d'octubre de 2006   | Palomar              | NEAT                |
| 181465 -          | 2006 TX54              | 12 d'octubre de 2006   | Palomar              | NEAT                |
| 181466 -          | 2006 TU55              | 12 d'octubre de 2006   | Palomar              | NEAT                |
| 181467 -          | 2006 TY55              | 12 d'octubre de 2006   | Palomar              | NEAT                |
| 181468 -          | 2006 TN56              | 13 d'octubre de 2006   | Kitt Peak            | Spacewatch          |
| 181469 -          | 2006 TK63              | 10 d'octubre de 2006   | Palomar              | NEAT                |
| 181470 -          | 2006 TY63              | 10 d'octubre de 2006   | Palomar              | NEAT                |
| 181471 -          | 2006 TT67              | 11 d'octubre de 2006   | Palomar              | NEAT                |
| 181472 -          | 2006 TQ71              | 11 d'octubre de 2006   | Palomar              | NEAT                |
| 181473 -          | 2006 TW71              | 11 d'octubre de 2006   | Palomar              | NEAT                |
| 181474 -          | 2006 TR75              | 11 d'octubre de 2006   | Palomar              | NEAT                |
| 181475 -          | 2006 TL80              | 13 d'octubre de 2006   | Kitt Peak            | Spacewatch          |
| 181476 -          | 2006 TK84              | 13 d'octubre de 2006   | Kitt Peak            | Spacewatch          |
| 181477 -          | 2006 TN87              | 13 d'octubre de 2006   | Kitt Peak            | Spacewatch          |
| 181478 -          | 2006 TR88              | 13 d'octubre de 2006   | Kitt Peak            | Spacewatch          |
| 181479 -          | 2006 TL90              | 13 d'octubre de 2006   | Kitt Peak            | Spacewatch          |
| 181480 -          | 2006 TF92              | 13 d'octubre de 2006   | Kitt Peak            | Spacewatch          |
| 181481 -          | 2006 TR92              | 15 d'octubre de 2006   | Kitt Peak            | Spacewatch          |
| 181482 -          | 2006 TO93              | 15 d'octubre de 2006   | Kitt Peak            | Spacewatch          |
| 181483 Ampleforth | 2006 TA95              | 15 d'octubre de 2006   | Côtes de Meuse       | M. Dawson           |
| 181484 -          | 2006 TH96              | 12 d'octubre de 2006   | Palomar              | NEAT                |
| 181485 -          | 2006 TT99              | 15 d'octubre de 2006   | Kitt Peak            | Spacewatch          |
| 181486 -          | 2006 TT101             | 15 d'octubre de 2006   | Kitt Peak            | Spacewatch          |
| 181487 -          | 2006 TA104             | 15 d'octubre de 2006   | Kitt Peak            | Spacewatch          |
| 181488 -          | 2006 TM104             | 15 d'octubre de 2006   | Kitt Peak            | Spacewatch          |
| 181489 -          | 2006 TV109             | 11 d'octubre de 2006   | Palomar              | NEAT                |
| 181490 -          | 2006 TK110             | 13 d'octubre de 2006   | Kitt Peak            | Spacewatch          |
| 181491 -          | 2006 TR111             | 1 d'octubre de 2006    | Apache Point         | A. C. Becker        |
| 181492 -          | 2006 UU1               | 16 d'octubre de 2006   | Wrightwood           | J. W. Young         |
| 181493 -          | 2006 UJ3               | 16 d'octubre de 2006   | Kitt Peak            | Spacewatch          |
| 181494 -          | 2006 UJ4               | 16 d'octubre de 2006   | San Marcello         | San Marcello        |
| 181495 -          | 2006 UZ5               | 16 d'octubre de 2006   | Kitt Peak            | Spacewatch          |
| 181496 -          | 2006 UM7               | 16 d'octubre de 2006   | Catalina             | CSS                 |
| 181497 -          | 2006 UX8               | 16 d'octubre de 2006   | Catalina             | CSS                 |
| 181498 -          | 2006 UK11              | 17 d'octubre de 2006   | Mount Lemmon         | Mount Lemmon Survey |
| 181499 -          | 2006 UY11              | 17 d'octubre de 2006   | Mount Lemmon         | Mount Lemmon Survey |
| 181500 -          | 2006 UJ14              | 17 d'octubre de 2006   | Mount Lemmon         | Mount Lemmon Survey |